# Cúp bóng đá châu Á 2015 (Bảng D)
Dưới đây là thông tin chi tiết về các trận đấu trong khuôn khổ bảng D của Cúp bóng đá châu Á 2015, là một trong bốn bảng đấu thuộc Cúp bóng đá châu Á 2015. Trận đầu tiên của bảng sẽ diễn ra vào ngày 12 tháng 1, trận đấu thứ 2 vào ngày 16 tháng 1, và trận đấu cuối cùng được đá vào ngày 20 tháng 1. Tất cả sáu bảng đấu sẽ được đá tại các sân vận động ở Úc. Bảng đấu gồm có Nhật Bản, Jordan, Iraq, và Palestine.

## Các đội bảng D
| Vị trí | Đội tuyển | Tư cách qua vòng loại   | Ngày vượt vòng loại | Số lần tham dự | Lần tham dự gần nhất | Thành tích tốt nhất              | Xếp hạng FIFA | Xếp hạng FIFA   |
| Vị trí | Đội tuyển | Tư cách qua vòng loại   | Ngày vượt vòng loại | Số lần tham dự | Lần tham dự gần nhất | Thành tích tốt nhất              | Tháng 3, 2014 | Bắt đầu sự kiện |
| ------ | --------- | ----------------------- | ------------------- | -------------- | -------------------- | -------------------------------- | ------------- | --------------- |
| D1     | Nhật Bản  | Cúp bóng đá châu Á 2011 | 25 tháng 1 năm 2011 | 8              | 2011                 | Vô địch (1992, 2000, 2004, 2011) | 48            | 54              |
| D2     | Jordan    | Nhì bảng A              | 4 tháng 2 năm 2014  | 3              | 2011                 | Tứ kết (2004, 2011)              | 66            | 93              |
| D3     | Iraq      | Nhì bảng C              | 5 tháng 3 năm 2014  | 8              | 2011                 | Vô địch (2007)                   | 103           | 114             |
| D4     | Palestine | Cúp Challenge AFC 2014  | 30 tháng 5 năm 2014 | 1              | —                    | —                                | 167           | 115             |

Ghi chú
1. ↑  Các bảng xếp hạng của tháng 3 năm 2014 đã được sử dụng để giao cho trận chung kết.

## Thứ hạng
| VT | Đội       | ST | T | H | B | BT | BB | HS  | Đ | Giành quyền tham dự                     |
| -- | --------- | -- | - | - | - | -- | -- | --- | - | --------------------------------------- |
| 1  | Nhật Bản  | 3  | 3 | 0 | 0 | 7  | 0  | +7  | 9 | Giành quyền vào vòng đấu loại trực tiếp |
| 2  | Iraq      | 3  | 2 | 0 | 1 | 3  | 1  | +2  | 6 | Giành quyền vào vòng đấu loại trực tiếp |
| 3  | Jordan    | 3  | 1 | 0 | 2 | 5  | 4  | +1  | 3 |                                         |
| 4  | Palestine | 3  | 0 | 0 | 3 | 1  | 11 | −10 | 0 |                                         |

Trong trận đấu vòng tứ kết:
- Nhật Bản sẽ đá với UAE (nhì bảng C).
- Iraq sẽ đá với Iran (nhất bảng C).

## Các trận đấu

### Nhật Bản v Palestine
| Nhật Bản                                                | 4–0      | Palestine |
| ------------------------------------------------------- | -------- | --------- |
| Endō 8' · Okazaki 25' · Honda 44' (ph.đ.) · Yoshida 50' | Chi tiết |           |

| Nhật Bản | Palestine |

| GK                      | 1  | Kawashima Eiji    |  |     |
| RB                      | 21 | Sakai Gōtoku      |  |     |
| CB                      | 6  | Morishige Masato  |  |     |
| CB                      | 22 | Yoshida Maya      |  |     |
| LB                      | 5  | Nagatomo Yuto     |  |     |
| DM                      | 17 | Hasebe Makoto (c) |  |     |
| CM                      | 7  | Endō Yasuhito     |  | 58' |
| CM                      | 10 | Kagawa Shinji     |  |     |
| RW                      | 4  | Honda Keisuke     |  |     |
| LW                      | 18 | Inui Takashi      |  | 46' |
| CF                      | 9  | Okazaki Shinji    |  | 80' |
| Vào thay người:         |    |                   |  |     |
| MF                      | 8  | Kiyotake Hiroshi  |  | 46' |
| MF                      | 14 | Muto Yoshinori    |  | 58' |
| FW                      | 11 | Toyoda Yohei      |  | 80' |
| Huấn luyện viên trưởng: |    |                   |  |     |
| Javier Aguirre          |    |                   |  |     |

| GK                      | 21 | Ramzi Saleh (c)     |           |     |
| RB                      | 4  | Ahmed Harbi         | 45+1' 73' |     |
| CB                      | 14 | Abdullah Jaber      |           |     |
| CB                      | 15 | Abdelatif Bahdari   | 69'       |     |
| LB                      | 23 | Murad Ismail Said   |           |     |
| DM                      | 20 | Khader Yousef       |           | 70' |
| CM                      | 19 | Abdelhamid Abuhabib |           |     |
| CM                      | 18 | Mus'ab Al-Batat     |           |     |
| RW                      | 16 | Mahmoud Eid         |           | 75' |
| LW                      | 10 | Ismail Al-Amour     | 60'       | 82' |
| CF                      | 7  | Ashraf Nu'man       | 43'       |     |
| Vào thay người:         |    |                     |           |     |
| MF                      | 8  | Hesham Salhe        |           | 70' |
| DF                      | 12 | Tamer Salah         |           | 75' |
| DF                      | 3  | Hussam Abu Saleh    |           | 82' |
| Huấn luyện viên trưởng: |    |                     |           |     |
| Saeb Jendeya            |    |                     |           |     |

| Cầu thủ xuất sắc nhất trận: Okazaki Shinji (Nhật Bản) Trợ lý trọng tài: Taleb Salem Al-Marri (Qatar) Ramzan Saeed Al-Naemi (Qatar) Trọng tài bàn: Mohd Amirul Izwan Yaacob (Malaysia) Trọng tài giám sát: Mohd Yusri Muhamad (Malaysia) |

### Jordan v Iraq
| Jordan | 0–1      | Iraq      |
| ------ | -------- | --------- |
|        | Chi tiết | Kasim 77' |

| Jordan | Iraq |

| GK                      | 1  | Amer Shafi (c)      |         |     |
| RB                      | 11 | Oday Zahran         |         |     |
| CB                      | 3  | Tareq Khattab       |         |     |
| CB                      | 19 | Anas Bani Yaseen    | 54' 84' |     |
| LB                      | 21 | Mohammad Al-Dmeiri  |         |     |
| CM                      | 13 | Khalil Bani Attiah  |         | 60' |
| CM                      | 5  | Mohammad Mustafa    |         |     |
| RW                      | 9  | Ahmed Sariweh       |         | 81' |
| LW                      | 18 | Ahmed Elias         | 8'      | 87' |
| CF                      | 10 | Ahmad Hayel         |         |     |
| CF                      | 8  | Odai Al-Saif        | 87'     |     |
| Vào thay người:         |    |                     |         |     |
| MF                      | 23 | Yousef Al-Rawashdeh |         | 60' |
| FW                      | 7  | Mahmoud Za'tara     | 90+2'   | 81' |
| MF                      | 14 | Abdallah Deeb       |         | 87' |
| Huấn luyện viên trưởng: |    |                     |         |     |
| Ray Wilkins             |    |                     |         |     |

| GK                      | 12 | Jalal Hasan        |     |     |
| RB                      | 23 | Waleed Salem       |     |     |
| CB                      | 2  | Ahmad Ibrahim      |     |     |
| CB                      | 14 | Salam Shaker       |     |     |
| LB                      | 15 | Dhurgham Ismail    |     |     |
| CM                      | 21 | Saad Abdul-Amir    |     |     |
| CM                      | 5  | Yaser Kasim        | 51' |     |
| RW                      | 11 | Humam Tariq        |     | 57' |
| LW                      | 17 | Alaa Abdul-Zahra   | 19' | 90' |
| SS                      | 7  | Amjad Kalaf        | 83' |     |
| CF                      | 10 | Younis Mahmoud (c) |     | 73' |
| Vào thay người:         |    |                    |     |     |
| FW                      | 8  | Justin Meram       |     | 57' |
| MF                      | 9  | Ahmed Yasin        |     | 73' |
| MF                      | 13 | Osama Rashid       |     | 90' |
| Huấn luyện viên trưởng: |    |                    |     |     |
| Radhi Shenaishil        |    |                    |     |     |

| Cầu thủ xuất sắc nhất trận: Yaser Kasim (Iraq) Trợ lý trọng tài: Badr Al-Shumrani (Ả Rập Xê Út) Abdulah Al Shalwai (Ả Rập Xê Út) Trọng tài bàn: Crishantha Dilan Perera (Sri Lanka) Trọng tài giám sát: Palitha Hemathunga (Sri Lanka) |

### Palestine v Jordan
| Palestine     | 1–5      | Jordan                                             |
| ------------- | -------- | -------------------------------------------------- |
| Ihbeisheh 85' | Chi tiết | Al-Rawashdeh 33' · Al-Dardour 35', 45+2', 75', 80' |

| Palestine | Jordan |

| GK                      | 21 | Ramzi Saleh (c)     |  | 82' |
| RB                      | 18 | Mus'ab Al-Batat     |  |     |
| CB                      | 15 | Abdelatif Bahdari   |  |     |
| CB                      | 12 | Tamer Salah         |  |     |
| LB                      | 14 | Abdullah Jaber      |  |     |
| RM                      | 3  | Hussam Abu Saleh    |  | 55' |
| CM                      | 8  | Hesham Salhe        |  | 80' |
| CM                      | 23 | Murad Ismail Said   |  |     |
| LM                      | 13 | Jaka Ihbeisheh      |  |     |
| SS                      | 19 | Abdelhamid Abuhabib |  |     |
| CF                      | 7  | Ashraf Nu'man       |  | 73' |
| Vào thay người:         |    |                     |  |     |
| FW                      | 10 | Ismail Al Amour     |  | 56' |
| FW                      | 16 | Mahmoud Eid         |  | 75' |
| MF                      | 20 | Khader Yousef       |  | 83' |
| Huấn luyện viên trưởng: |    |                     |  |     |
| Saeb Jendeya            |    |                     |  |     |

| GK                      | 1  | Amer Shafi (c)      |  |     |
| RB                      | 11 | Oday Zahran         |  |     |
| CB                      | 3  | Tareq Khattab       |  |     |
| CB                      | 5  | Mohammad Mustafa    |  |     |
| LB                      | 21 | Mohammad Al-Dmeiri  |  |     |
| RM                      | 8  | Odai Al-Saify       |  |     |
| CM                      | 18 | Ahmed Elias         |  |     |
| LM                      | 23 | Yousef Al-Rawashdeh |  | 69' |
| AM                      | 6  | Saeed Murjan        |  | 52' |
| CF                      | 14 | Abdallah Deeb       |  |     |
| CF                      | 20 | Hamza Al-Dardour    |  | 81' |
| Vào thay người:         |    |                     |  |     |
| MF                      | 13 | Khalil Bani Attiah  |  | 53' |
| MF                      | 9  | Ahmed Sariweh       |  | 71' |
| MF                      | 15 | Mohammad Al-Dawud   |  | 85' |
| Huấn luyện viên trưởng: |    |                     |  |     |
| Ray Wilkins             |    |                     |  |     |

| Cầu thủ xuất sắc nhất trận: Hamza Al-Dardour (Jordan) Trợ lý trọng tài: Jeong Hae-Sang (Hàn Quốc) Yang Byoung-Eun (Hàn Quốc) Trọng tài bàn: Amma Al-Jeneibi (UAE) Trọng tài giám sát: Mohd Yusri Muhamad (Malaysia) |

### Iraq v Nhật Bản
| Iraq | 0–1      | Nhật Bản          |
| ---- | -------- | ----------------- |
|      | Chi tiết | Honda 23' (ph.đ.) |

| Iraq | Nhật Bản |

| GK                      | 12 | Jalal Hasan        |     |     |
| RB                      | 23 | Waleed Salem       |     |     |
| CB                      | 2  | Ahmad Ibrahim      |     |     |
| CB                      | 14 | Salam Shaker       | 61' |     |
| LB                      | 15 | Dhurgham Ismail    |     |     |
| CM                      | 21 | Saad Abdul-Amir    |     |     |
| CM                      | 5  | Yaser Kasim        |     |     |
| RW                      | 7  | Amjad Kalaf        |     | 82' |
| AM                      | 17 | Alaa Abdul-Zahra   | 51' |     |
| LW                      | 6  | Ali Adnan          |     | 67' |
| CF                      | 10 | Younis Mahmoud (c) |     | 54' |
| Vào thay người:         |    |                    |     |     |
| FW                      | 8  | Justin Meram       |     | 54' |
| MF                      | 9  | Ahmed Yasin        |     | 67' |
| MF                      | 13 | Osama Rashid       |     | 82' |
| Huấn luyện viên trưởng: |    |                    |     |     |
| Radhi Shenaishil        |    |                    |     |     |

| GK                      | 1  | Kawashima Eiji    |       |     |
| RB                      | 21 | Sakai Gōtoku      |       |     |
| CB                      | 22 | Yoshida Maya      |       |     |
| CB                      | 6  | Morishige Masato  |       |     |
| LB                      | 5  | Nagatomo Yuto     |       |     |
| CM                      | 7  | Endō Yasuhito     |       | 63' |
| CM                      | 17 | Hasebe Makoto (c) |       |     |
| RW                      | 4  | Honda Keisuke     |       | 89' |
| AM                      | 10 | Kagawa Shinji     |       |     |
| LW                      | 18 | Inui Takashi      |       | 63' |
| CF                      | 9  | Okazaki Shinji    |       |     |
| Vào thay người:         |    |                   |       |     |
| MF                      | 8  | Kiyotake Hiroshi  | 73'   | 63' |
| MF                      | 15 | Konno Yasuyuki    | 90+2' | 63' |
| MF                      | 14 | Muto Yoshinori    |       | 89' |
| Huấn luyện viên trưởng: |    |                   |       |     |
| Javier Aguirre          |    |                   |       |     |

| Cầu thủ xuất sắc nhất trận: Honda Keisuke (Nhật Bản) Trợ lý trọng tài: Reza Sokhandan (Iran) Mohammad Reza Abolfazli (Iran) Trọng tài bàn: Hettikankanange Perera (Sri Lanka) Trọng tài giám sát: Palitha Hemathunga (Sri Lanka) |

### Nhật Bản v Jordan
| Nhật Bản               | 2–0      | Jordan |
| ---------------------- | -------- | ------ |
| Honda 24' · Kagawa 82' | Chi tiết |        |

| Nhật Bản | Jordan |

| GK                      | 1  | Kawashima Eiji    |     |     |
| RB                      | 21 | Sakai Gōtoku      |     |     |
| CB                      | 22 | Yoshida Maya      |     |     |
| CB                      | 6  | Morishige Masato  |     |     |
| LB                      | 5  | Nagatomo Yuto     |     |     |
| DM                      | 17 | Hasebe Makoto (c) |     |     |
| RM                      | 4  | Honda Keisuke     |     |     |
| CM                      | 7  | Endō Yasuhito     |     | 87' |
| CM                      | 10 | Kagawa Shinji     |     |     |
| LM                      | 18 | Inui Takashi      | 49' | 51' |
| CF                      | 9  | Okazaki Shinji    | 46' | 76' |
| Vào thay người:         |    |                   |     |     |
| FW                      | 8  | Kiyotake Hiroshi  |     | 51' |
| FW                      | 14 | Muto Yoshinori    |     | 76' |
| MF                      | 20 | Shibasaki Gaku    |     | 87' |
| Huấn luyện viên trưởng: |    |                   |     |     |
| Javier Aguirre          |    |                   |     |     |

| GK                      | 1  | Amer Shafi (c)      |     |     |
| RB                      | 11 | Oday Zahran         |     |     |
| CB                      | 3  | Tareq Khattab       |     |     |
| CB                      | 19 | Anas Bani Yaseen    |     |     |
| LB                      | 21 | Mohammad Al-Dmeiri  |     |     |
| RM                      | 23 | Yousef Al-Rawashdeh | 38' |     |
| CM                      | 5  | Mohammad Mustafa    | 11' |     |
| LM                      | 18 | Ahmed Elias         |     |     |
| AM                      | 8  | Odai Al-Saify       |     |     |
| CF                      | 20 | Hamza Al-Dardour    |     |     |
| CF                      | 14 | Abdallah Deeb       |     |     |
| Vào thay người:         |    |                     |     |     |
| FW                      | 10 | Ahmad Hayel         |     | 46' |
| MF                      | 16 | Munther Abu Amarah  |     | 46' |
| MF                      | 13 | Khalil Bani Attiah  |     | 71' |
| Huấn luyện viên trưởng: |    |                     |     |     |
| Ray Wilkins             |    |                     |     |     |

| Cầu thủ xuất sắc nhất trận: Kagawa Shinji (Nhật Bản) Trợ lý trọng tài: Abdukhamidullo Rasulov (Uzbekistan) Bakhadyr Kochkarov (Kyrgyzstan) Trọng tài bàn: Ammar Al-Jeneibi (UAE) Trọng tài giám sát: Palitha Hemathunga (Sri Lanka) |

### Iraq v Palestine
| Iraq                    | 2–0      | Palestine |
| ----------------------- | -------- | --------- |
| Mahmoud 48' · Yasin 88' | Chi tiết |           |

| Iraq | Palestine |

| GK                      | 12 | Jalal Hasan        |  |     |
| RB                      | 23 | Waleed Salem       |  |     |
| CB                      | 2  | Ahmad Ibrahim      |  |     |
| CB                      | 14 | Salam Shaker       |  |     |
| LB                      | 15 | Dhurgham Ismail    |  |     |
| CM                      | 21 | Saad Abdul-Amir    |  |     |
| CM                      | 5  | Yaser Kasim        |  |     |
| RW                      | 7  | Amjad Kalaf        |  | 46' |
| AM                      | 8  | Justin Meram       |  | 68' |
| LW                      | 9  | Ahmed Yasin        |  |     |
| CF                      | 10 | Younis Mahmoud (c) |  | 79' |
| Vào thay người:         |    |                    |  |     |
| DF                      | 6  | Ali Adnan          |  | 46' |
| MF                      | 13 | Osama Rashid       |  | 68' |
| FW                      | 16 | Marwan Hussein     |  | 79' |
| Huấn luyện viên trưởng: |    |                    |  |     |
| Radhi Shenaishil        |    |                    |  |     |

| GK                      | 1  | Toufic Ali            |     |     |
| RB                      | 4  | Ahmed Harbi           | 21' |     |
| CB                      | 9  | Khaled Salem          |     |     |
| CB                      | 15 | Abdelatif Bahdari (c) |     |     |
| LB                      | 14 | Abdullah Jaber        |     |     |
| RM                      | 10 | Ismail Al-Amour       |     | 67' |
| CM                      | 20 | Khader Yousef         |     |     |
| CM                      | 8  | Hesham Salhe          | 21' |     |
| LM                      | 11 | Ahmed Maher           |     |     |
| SS                      | 7  | Ashraf Nu'man         |     |     |
| CF                      | 16 | Mahmoud Eid           |     | 79' |
| Vào thay người:         |    |                       |     |     |
| MF                      | 13 | Jaka Ihbeisheh        |     | 67' |
| FW                      | 19 | Abdelhamid Abuhabib   |     | 79' |
| Huấn luyện viên trưởng: |    |                       |     |     |
| Saeb Jendeya            |    |                       |     |     |

| Cầu thủ xuất sắc nhất trận: Saad Abdul-Amir (Iraq) Trợ lý trọng tài: Mohamed Al Hammadi (UAE) Hasan Al Mahri (UAE) Trọng tài bàn: Mohd Amirul Izwan (Malaysia) Trọng tài giám sát: Mohd Yusri Muhamad (Malaysia) |